# Thermophis baileyi
Thermophis baileyi är en ormart som beskrevs av Wall 1907. Thermophis baileyi ingår i släktet Thermophis och familjen snokar. Inga underarter finns listade i Catalogue of Life.
Denna orm förekommer i sydöstra Tibet. Arten lever i bergstrakter mellan 3000 och 4450 meter över havet. Individerna vistas i fuktiga gräsmarker och klippiga områden. Thermophis baileyi har grodor som Nanorana parkeri och fiskar som Schizothorax oconnori eller medlemmar av släktet Triplophysa som föda. Honor lägger ungefär 6 ägg per tillfälle. Kanske kläcks äggen ibland inuti honans kropp.
Beståndet hotas regionalt av konstruktionen av ett vattenkraftverk. IUCN listar arten som nära hotad (NT).